# Chilothorax discedens
Chilothorax discedens är en skalbaggsart som beskrevs av Schmidt 1907. Chilothorax discedens ingår i släktet Chilothorax och familjen Aphodiidae. Inga underarter finns listade i Catalogue of Life.